# Calculus bicolor
Calculus bicolor is een spinnensoort in de taxonomische indeling van de Dwergcelspinnen (Oonopidae).
Het dier behoort tot het geslacht Calculus. De wetenschappelijke naam van de soort werd voor het eerst geldig gepubliceerd in 1910 door Purcell.